# Пауль ван Герк
Па́уль ван Герк (нід. Paul van Herck, *19 травня 1938, Берхем — †19 червня 1989) — бельгійський письменник-фантаст, писав також радіоспектаклі.
Працював вчителем нідерландської і французької мови. Дебютував як автор радіоспектаклю для компанії VRT; славу йому принесли постановки його творів медіакомпанією TROS, з них найвідоміша — аудіосеріал про космічного кореспондента і вигаданого астронавта NASA Метта Мелдона (Matt Meldon). Окрім радіоспектаклів, ван Герк написав багато науково-фантастичних романів, найбільш визначний з них — «Сем з плутоднем» (Sam, of de Pluterdag).